# Loudwire
Loudwire − amerykańskie czasopismo elektroniczne tworzące newsy o tematyce hard rocka i heavy metalu.

## Informacje
Magazyn należy do sieci medialnej Townsquare Media z siedzibą w Purchase w stanie Nowy Jork i znany jest z przeprowadzania ekskluzywnych wywiadów m.in. z takimi artystami, jak Judas Priest, Metallica, Ozzy Osbourne czy Slipknot. W Stanach Zjednoczonych dostępne jest także radio Loudwire Nights, które zajmuje się transmisją muzyki hardrockowej. Magazyn organizuje galę Loudwire Music Awards, na której nagrody wręczane są na podstawie głosów czytelników.